# DirectInput
 (décembre 2022).
Si vous disposez d'ouvrages ou d'articles de référence ou si vous connaissez des sites web de qualité traitant du thème abordé ici, merci de compléter l'article en donnant les références utiles à sa vérifiabilité et en les liant à la section « Notes et références ».
 (décembre 2022).
DirectInput est une API de la suite DirectX de Microsoft.
Elle est utilisée pour traiter les données provenant de périphériques d'entrée tels que :
- le clavier
- la souris
- le joystick
- la manette
- le volant
- etc.

DirectInput fournit également un système de tag des actions permettant d'assigner dans un jeu des actions spécifiques aux boutons et aux axes directionnels.
La dernière révision significative de DirectInput date de la version 8 de DirectX.